# Spökgölen (Askeryds socken, Småland)
Spökgölen är en sjö i Aneby kommun i Småland och ingår i Motala ströms huvudavrinningsområde.